# Echinopsis pachanoi
Кактус Сан-Педро (Echinopsis pachanoi, syn. Trichocereus pachanoi) — швидкоростучий колоноподібний кактус з роду ехінопсис, що походить з перуанських Анд, де він росте на висотах між 2000 і 3000 м над рівнем моря.

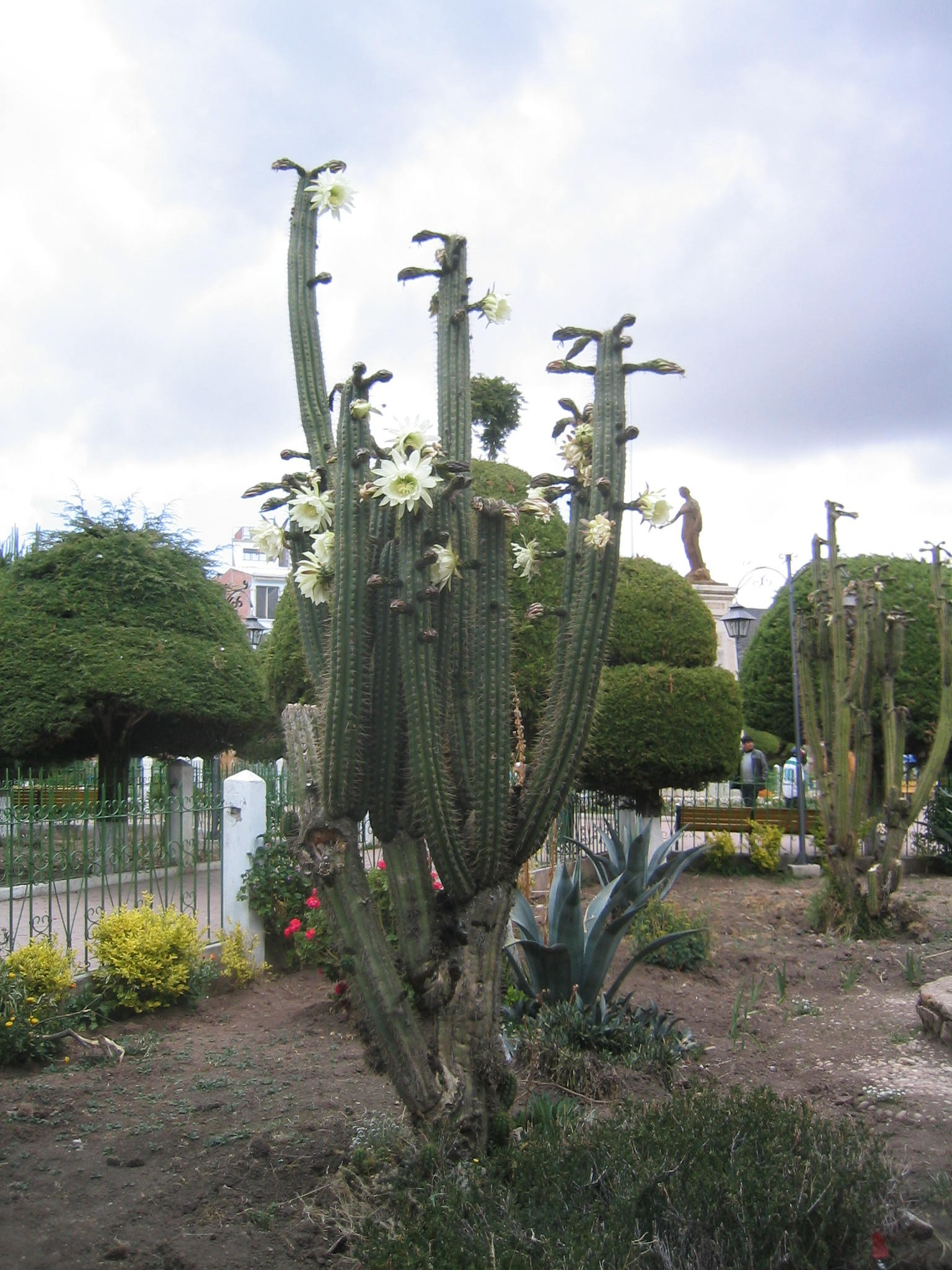
Квітки кактуса Сан-Педро

Також кактус зустрічається в Болівії, Чилі і Еквадорі та вирощується в інших частинах світу. Використання включають традиційну медицину та релігійну практику, часто вирощується в декоративних цілях. Існують свідоцтва використання кактуса протягом більш ніж 3 000 років. Зараз, проте, його вирощування для споживання заборонене в багатьох країнах через наявність галюциногена мескаліна.
Існує декілька видів кактусів, дуже схожих на кактус Сан-Педро. Навіть досвідчені ботаніки іноді помиляються. Так у 1960 році, коли Тернер і Гейман відкрили, що кактус Сан-Педро містить мескалін, вони помилково ідентифікували цю рослину як Opuntia cilindrica. Окрім того декілька інших південноамериканських кактусів з роду Ехінопсис також містять мескалін. Це такі як Echinopsis peruviana, Echinopsis cuzcoensis, Echinopsis deserticola, Echinopsis tacaquirensis i та Echinopsis uyupampensis.
Ритуальне використання кактуса Сан-Педро триває уже понад 1 300 років. Іспанці робили численні спроби викорінити культ цієї рослини, так само як і культ пейотля у Мексиці. Тому він поступово став сумішшю доіспанських і католицьких вірувань. Звідки власне і походить назва Сан Педро кактус — кактус Святого Петра. Більшість християн вірять, що Святий Петро володіє ключами від неба. Ефект від вживання кактуса давав віру корінним жителям Перу у те, що він є ключем, який дозволяє володіти небесами уже в земному житті. Інші поширені назви Echinopsis pachanoi мають доіспанське походження — гуашума в північних Андах, ашума в Болівії, агуакола в Еквадорі та деякі інші.